# Бабушки (село)
Бабу́шки (укр. Бабушки) — село на Украине, основано в 1928 году, находится в Чудновском районе Житомирской области.
Население по переписи 2001 года составляет 679 человек. Почтовый индекс — 13225. Телефонный код — 4139. Занимает площадь 2,95 км².